# Zieten (Schiff, 1919)
Die Zieten war ein Schiff, das von der deutschen Kaiserlichen Marine als Minensuchboot gebaut, von der Reichsmarine als Fischereischutzschiff und von der Kriegsmarine als Räumbootbegleitschiff eingesetzt wurde, und 1945 als Minensuchboot sein Ende in der Ostsee fand. Das Schiff hieß zunächst M 138, dann Zieten, dann Nettelbeck. Die Nummer als Minensuchboot wechselte schließlich von M 138 zu M 538.

## Bau und Technische Daten
Das Schiff, ein Minensuchboot der Klasse Minensuchboot 1916, wurde auf der Werft Joh. C. Tecklenborg in Geestemünde (Bremerhaven) für die Kaiserliche Marine gebaut und erhielt die Nummer M 138.  Baubeginn war 1918, aber das Schiff wurde bis Kriegsende im November 1918 nicht mehr fertiggestellt. Da sein Bau jedoch bereits sehr weit fortgeschritten war, durfte es fertiggebaut werden. Der Stapellauf erfolgte am 17. Februar 1919 und die Indienststellung am 20. März 1919.
Das Schiff war 59,30 m lang und 7,30 m breit und hatte 2,15 m Tiefgang. Die Wasserverdrängung betrug 508 Tonnen (Konstruktion) bzw. 548 t (maximal). Zwei 3-Zylinder-Verbunddampfmaschinen mit dreifacher Dampfdehnung und zusammen 1.840 PS verliehen dem Schiff über zwei Schrauben eine Geschwindigkeit von 16 kn. Die Bunkerkapazität von 115 t Kohle erlaubte einen Aktionsradius von 2000 sm bei 14 kn Marschgeschwindigkeit. Die Bewaffnung bestand ursprünglich aus zwei 8,8-cm-L/30-Geschützen. Außerdem konnte das Schiff bis zu 30 Minen mitführen.

## Reichsmarine
In der Reichsmarine diente das Schiff, am 1. September 1921 umbenannt in Zieten, zunächst als Tender beim Befehlshaber der Sicherung der Nordsee. Da die Reichsmarine jedoch dringend ein Schiff für den Fischereischutz benötigte, ließ sie das Schiff 1923/24 zum Fischereischutzschiff umbauen, und am 11. September 1924 nahm die Zieten als solches ihren Dienst auf. Sie trat damit die Nachfolge des Fischereischutzkreuzers Zieten an, der vor dem Ersten Weltkrieg diesen Dienst versehen hatte. Die Aufgaben reichten vom allgemeinen Schutz deutscher Fischereifahrzeuge und ihrer Fangrechte über ärztliche und technische Hilfeleistung bis zu Abschleppdiensten für havarierte oder fest gekommene Fischereifahrzeuge und dem Verhindern illegalen Fischens in deutschen Hoheitsgewässern. Von August 1927 bis August 1929 war der spätere Leiter des Marinesonderdienstes, Kapitänleutnant Werner Stoephasius, Kommandant des Schiffes.
Nachdem im Jahre 1932 die beiden speziell für diese Aufgabe gebauten Fischereischutzschiffe Elbe und Weser ihren Dienst aufgenommen hatten, wurde die Zieten am 2. September 1932 aus diesem Dienst genommen und am 4. Oktober 1932 als Stationstender der Marinestation der Nordsee zugeteilt.

## Kriegsmarine
Mit dem Aufrüsten der Kriegsmarine ab 1935 und der Aufstellung von Minenräumbootflottillen wurde es notwendig, diesen Flottillen entsprechend ausgerüstete Begleitschiffe beizugeben, die den Bootsbesatzungen als Unterkunft und den Booten als Kraftstoff-, Munitions-, Frischwasser- und Verpflegungsdepot dienten. Nach entsprechenden Modifikationen wurde die Zieten daher ab 5. März 1936 als Räumbootbegleitschiff eingesetzt. Bei der Aufstellung der 1. Räumbootsflottille im Herbst 1937 (mit den Booten R 17–R 24) in der Ostsee wurde die Zieten Begleitschiff dieser Flottille. In den Jahren 1938/39 wurde sie bei der Kriegsmarinewerft Wilhelmshaven von Kohle- auf Dieselfeuerung umgestellt. Nach diesem Umbau erhielt das Schiff am 10. Mai 1939 den Namen Nettelbeck. Den Beginn des Kriegs erlebte das Schiff in der Ostsee, wo die 1. Räumbootsflottille zunächst Minenräumdienst in der Danziger Bucht und danach allgemeinen Sicherungsdienst durchführte. Die Flottille verlegte dann in die Nordsee, und im April 1940 nahm die Nettelbeck mit ihrer Flottille bei der Besetzung Norwegens als Teil der „Kriegsschiffgruppe 5“ an der Eroberung von Horten teil. Anschließend wurde die Flottille vor der holländischen Küste und im Ärmelkanal eingesetzt.
Am 1. Oktober 1940 wurde das Schiff erneut zum Minensuchboot umklassifiziert, mit einem 10,5-cm-Seezielgeschütz und zwei 2,0-cm-Fla-Geschützen bewaffnet und umbenannt in M 538.

## Ende
Das Schiff wurde am 21. Juni 1944 bei einem sowjetischen Luftangriff in Reval versenkt, dann aber gehoben und zur Reparatur nach Königsberg geschleppt. Als das noch immer nicht fertige Schiff am 16. Januar 1945 von M 801 nach Gotenhafen (Gdingen) geschleppt wurde, riss im Sturm das Schlepptau und das Schiff wurde bei 54° 38′ 6″ N, 18° 48′ 54″ O auf den Strand von Hela geworfen. Am 3. Februar 1945 wurde es aus der Schiffsliste gestrichen.

## Kommandeure
- Leutnant zur See/Oberleutnant zur See Ulrich Brocksien: bis 30. September 1922
- außer Dienst: vom 1. Oktober 1922 bis 10. September 1924
- Kapitänleutnant Hans Feldbausch: vom 11. September 1924 bis September 1926
- Kapitänleutnant Theodor Paul: von September 1926 bis September 1927
- Kapitänleutnant Siegfried Engel: von September 1927 bis September 1929
- Kapitänleutnant Werner Stoephasius: von September 1929 bis September 1931
- Kapitänleutnant Dothias Wiarda: von September 1931 bis 14. November 1931
- außer Dienst: vom 15. November 1931 bis Ende September 1933
- Oberleutnant zur See/Kapitänleutnant Gerhard von Kamptz: vom 15. November 1931 bis September 1935
- Oberleutnant zur See Hans Stubbendorff: von Oktober 1935 bis September 1937
- Oberleutnant zur See Franz Meyhoeffer: von September 1937 bis 19. Februar 1938
- außer Dienst: vom 20. Februar 1938 bis 20. September 1938
- Oberleutnant zur See Franz Meyhoeffer: vom 21. September 1938 bis Dezember 1938
- Kapitänleutnant Paul Schulze: von Dezember 1938 bis Januar 1940
- Kapitänleutnant Heinrich Brodda: von Januar 1940 bis November 1940
- Oberleutnant zur See Walter Kruse: von November 1940 bis Oktober 1943
- Oberleutnant zur See der Reserve Geerken: von Oktober 1943 bis Januar 1945